# RefWorks
RefWorks è un software commerciale web-based di reference management. È prodotto da RefWorks-COS, una società controllata della ProQuest. Nata nel 2001, i suoi prodotti vengono commercializzati a partire dal 2002 dalla Cambridge Scientific Abstracts, fin quando non è stata acquistata da ProQuest nel 2008.

## Caratteristiche
Per utilizzare il software sono disponibili sia licenze individuali sia licenze istituzionali che permettono alle università di sottoscrivere abbonamenti per conto dei loro studenti e per lo staff. Il database contenente le citazioni è accessibile online tramite le proprie credenziali, consentendo in questo modo agli utenti di salvare nuove citazioni da qualsiasi computer connesso ad Internet. RefWorks supporta l'importazione diretta dei riferimenti bibliografici dai maggiori motori di ricerca e database accademici. Negli altri casi, come ad esempio in PubMed, è possibile salvare le citazioni come file di testo sul computer dell'utente e successivamente importarle.
Nel 2005 è stata migliorata l'integrazione fra RefWorks e il database bibliografico Scopus grazie ad una specifica partnership. Nello stesso anno RefWorks-COS ha introdotto un modulo chiamato RefShare che permette agli utenti di condividere o rendere pubbliche una parte o tutte le proprie collezioni di citazioni. Questa funzione si realizza creando una URL per la versione non modificabile della singola directory o dell'intero database, facilmente condivisibile tramite posta elettronica o pubblicabile su un sito web. Le cartelle di RefShare possono inoltre essere usate per creare feed RSS che si aggiornano quando nuove citazioni vengono aggiunte al database.
Nel 2009 è stato introdotto RefMobile, una versione con interfaccia per dispositivi mobili e nel 2010 è stata rilasciata l'attuale versione web.
RefWorks include RefGrab-It, una utility creata per catturare le informazioni bibliografiche dai siti web. Questa applicazione, ottimizzata per lavorare con siti di editori come con siti di news come ad esempio quelli della BBC, USA Today, il New York Times e il Los Angeles Times, consente la ricerca di informazioni aggiuntive relative al contenuto della pagina web come codici ISBN e DOI. RefGrab-It è disponibile per il proprio browser come plugin o come bookmarklet
La utility dal nome Write-N-Cite consente di inserire note e bibliografie dal proprio account RefWorks nei documenti prodotti con Microsoft Word, con la possibilità di utilizzare differenti stili citazionali. Nell'aprile 2014 è stata rilasciata una nuova versione di Write-N-Cite chiamata ProQuest for Word.